# Und wieder 48 Stunden
Und wieder 48 Stunden (Another 48 Hrs.) ist eine US-amerikanische Actionkomödie von Walter Hill aus dem Jahr 1990. Sie ist eine Fortsetzung der Komödie Nur 48 Stunden aus dem Jahr 1982.

## Handlung
Der Film beginnt mit einem Treffen dreier Rocker in einer abseits gelegenen Wüstenbar. Einer von ihnen beauftragt die anderen mit der Tötung von Reggie Hammond. Die Bar wird von Polizisten besucht, die von den Rockern erschossen werden. Kurz darauf wird auch der Barbesitzer erschossen.
Der in San Francisco tätige Polizeiermittler Jack Cates verfolgt seit vier Jahren Spuren eines Drogendealers, der sich selbst als The Iceman bezeichnet. Cates erschießt in Notwehr einen Mann, dessen Leiche in der anschließenden Explosion einer Tankstelle verbrennt. Die Waffe des Mannes kann nicht gefunden werden, weswegen Cates eine Anklage wegen Totschlags droht.
Cates findet in den Resten der Tankstelle ein angebranntes Foto von Reggie Hammond, woraus er schließt, dass der Iceman ein Kopfgeld auf Reggie Hammond aussetzte, der am nächsten Tag aus dem Gefängnis entlassen werden soll. Er versucht, Hammond zu einer Zusammenarbeit zu überzeugen, aber Hammond fordert, dass Cates ihm zuvor Geld übergibt, das er für Hammond aufbewahrt. Cates will das Geld nur dann übergeben, wenn Hammond ihm hilft. Als Hammond es hört, verprügelt er den Polizisten.
Der Bus, in dem Hammond transportiert wird, wird von den zwei Rockern angegriffen. Zuvor schießen die Rocker in einer Bar auf Cates, der jedoch eine kugelsichere Weste trägt. Hammond wird in die Obhut des Polizisten entlassen und erkennt einen der Angreifer als Richard Ganz, dessen Bruder Cates einige Jahre zuvor getötet hat. Das vor dem Haus von Cates geparkte Auto Hammonds explodiert plötzlich, als die Männer sich dem Wagen nähern.
Am Ende stellt sich heraus, dass ein Kollege von Cates, Ben Kehoe, der gesuchte Iceman ist. Kehoe wird während des Showdowns von Cates erschossen. Hammond bemerkt später, Cates habe einen Freund erschossen, was Cates damit erwidert, dass nicht Kehoe, sondern Hammond sein Freund sei.

## Kritiken
Hal Hinson schrieb in der Washington Post vom 8. Juni 1990, der Film sei keine Fortsetzung des ersten Films, sondern seine Kopie. Die Handlung, die Charaktere und sogar einige Szenen seien dieselben. Der einzige Unterschied sei, dass niemand dabei Spaß zu haben scheine – was auch für das Publikum gelte. Einige Szenen seien „unkoordiniert“, ihre Regie sei „schlaff“.
Das Lexikon des internationalen Films urteilte: „Fortsetzung von "Nur 48 Stunden" aus dem Jahr 1982, die nach einem atemberaubenden Start mit eindrucksvollen Kameraeinstellungen und nach anfänglicher ironischer Behandlung des Rassenkonflikts zunehmend enttäuscht. Weitgehend vordergründig, laut und gewalttätig.“
Die Redaktion von Prisma befand: „Bei diesem Fortsetzungsfilm verließ sich Regisseur, Autor und Produzent Walter Hill 1990 ganz auf das im ersten Teil (...) bewährte Konzept. Viel Action und gute Sprüche sorgen für beste Unterhaltung, die allerdings durch die blöde Synchronisation an Wert verloren hat. Am besten ist die erste halbe Stunde, dann folgt Routine.“

## Hintergrund
Der Film wurde in San Francisco, in Los Angeles, in Folsom (Kalifornien) und in Las Vegas gedreht. Er spielte in den Kinos der USA ca. 80,8 Millionen US-Dollar ein.
Bei dem Song, den Häftling Reggie Hammond, verkörpert von Eddie Murphy, sowohl im ersten als auch im zweiten Teil am Filmanfang mit Walkman in seiner Gefängniszelle mitsingt, handelt es sich um das Stück Roxanne von The Police von 1978.

## Sonstiges
Der Film wurde im September 2012 von der BPjM von der Liste der jugendgefährdenden Medien gestrichen. Eine Neuprüfung der FSK ergab eine Freigabe ab 16 Jahren.

### Roman zum Film
- Deborah Chiel: Und wieder 48 Stunden: der Roman zum Film. Bergisch Gladbach: Bastei-Lübbe 1990, ISBN 978-3-404-13308-6